# Parrotiopsis
Parrotiopsis là một chi thực vật có hoa trong họ Hamamelidaceae.